# يوسف كرش
يوسف كرش مصور فوتغرافي كندي من أصل أرمني.

## النشأة
ولد يوسف كرش بمدينة ماردين في تركيا عام 1908، وفي عمر الرابعة عشر هاجر مع عائلته إلى سوريا هربا من المجازر التي تعرض لها الأرمن في تلك الفترة، واستقر بهم المقام في مدينة حلب في عام 1922، وفي يناير 1924وصل يوسف كرش بمفرده إلى مدينة هاليفاكس بكندا بعد رحلة بحرية استغرقت شهورا، وكان في عمر السادسة عشر، وأقام هناك عند خاله جورج نقاش و هو مصور فوتغرافي، بعد وصوله إلى كندا تخلى كرش عن حلمه في أن يصبح طبيبا بسبب ضعف إمكانياته المادية، فعمل مساعدا عند لخاله في إستديو التصوير في مدينة شيربروك في مقاطعة كوبيك الكندية.

## بداياته
عندما ظهرت ميول جدية لدى كرش نحو التصوير الفوتغرافي، أرسله خاله في 1928 إلى بوسطن في الولايات المتحدة الأمريكية، ليتتلمذ على يد المصور الأرمني الأصل جون قارو وهو من أشهر مصوري الشخصيات في أمريكا، و كان إستديو قارو في بوسطن يعج بالشخصيات المرموفة من السياسيين و رجال الأعمال و الفنانين، تعلم يوسف كرش من إستاذه قارو كيفية التعامل مع الشخصيات والتحاور معها وكسب ثقتها.

## رحلته مع التصوير الفوتغرافي
صور يوسف كرش العديد من أشهر الشخصيات التاريخية من كتاب و ممثلين و علماء و رؤساء دول، و أستطاع بعبقريته أن أن يظهر السمات الشخصية فيهم من «قوة و ضعف، حب وكراهية، شراسة و وداعة» في صور خالدة تكرر ظهورها في الصحف و المجلات العالمية و أضحت أرثا تاريخيا هاما فأقتنتها متاحف العالم لتعرضها على جدرانها في العديد من الدول مثل الولايات المتحدة، الصين، بريطانيا، و كندا.

## بعض الشخصيات التي صورها كرش

### سياسيون
- وينستون تشرشل
- مارغريت ثاتشر
- الملكة إليزابيث الثانية والأمير فيليب
- هاري ترومان
- جون كنيدي
- جيمي كارتر
- رونالد ريغان
- فيدل كاسترو
- خروتشوف
- ليونيد بريجنيف
- فيصل بن عبد العزيز آل سعود
- حسني مبارك

### أدباء

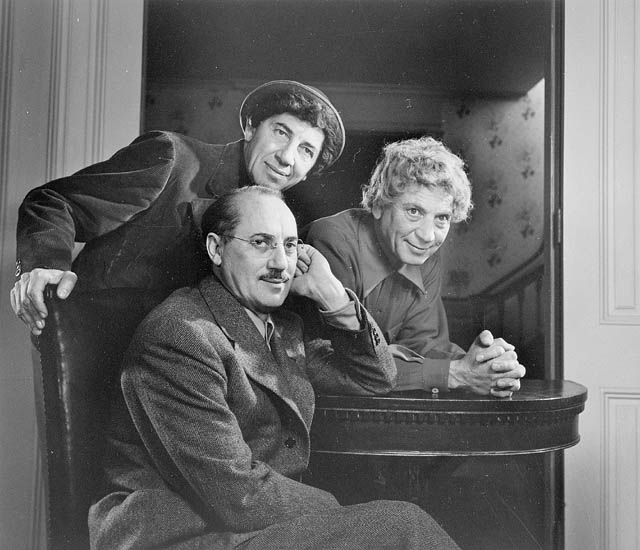
الأخوة ماركس

- برنارد شو
- إرنست همينغوي

### رسامون
- بابلو بيكاسو

### ممثلون
- صوفيا لورين
- همفري بوغارت
- الأخوة ماركس

### علماء
- ألبرت أينشتاين

### رجال دين
- البابا يوحنا بولس الثاني
- الأم تريزا